# Hammer a. d. Uecker
 Hammer a. d. Uecker este o comună din  Mecklenburg-Vorpommern, Germania
1. ↑  Alle politisch selbständigen Gemeinden mit ausgewählten Merkmalen am 31.12.2018 (4. Quartal) (în germană), Statistisches Bundesamt[*], arhivat din original la 10 martie 2019, accesat în 10 martie 2019